# Pont-Saint-Pierre
 Pont-Saint-Pierre  là một xã thuộc tỉnh Eure trong vùng Normandie miền bắc nước Pháp.